# Sōtan Tanabe
Sōtan Tanabe (japanisch 田邉 草民, Tanabe Sōtan; * 6. April 1990 in Tokio) ist ein japanischer Fußballspieler.

## Karriere
Sōtan Tanabe erlernte das Fußballspielen in der Schulmannschaft der Kokugakuin Kugayama High School. Seinen ersten Profivertrag unterschrieb er 2009 beim FC Tokyo. Der Verein spielte in der höchsten Liga des Landes, der J1 League. Im ersten Jahr gewann er mit dem Klub den J.League Cup. 2010 musste er mit dem Verein in die zweite Liga absteigen. Ein Jahr später wurde er mit dem Verein Meister der J2 League und stieg direkt wieder in die erste Liga auf. Im gleichen Jahr stand er mit dem Klub im Finale des Kaiserpokals. Im Endspiel besiegte man Kyōto Sanga mit 4:2. Von Juli 2013 bis Juni wechselte er auf Leihbasis nach Spanien. Hier spielte er mit CE Sabadell aus der katalanischen Stadt Sabadell in der zweiten Liga, der Segunda División. Nach zwei Jahren  und 64 Zweitligaspielen kehrte er 2016 wieder nach Japan zurück. 2018 wurde er auch achtmal in der U23-Mannschaft, die in der dritten Liga, der J3 League, spielte, eingesetzt. 2019 verließ er den Klub und schloss sich dem Zweitligisten Avispa Fukuoka aus Fukuoka an. Ende 2020 wurde er mit dem Verein Vizemeister und stieg in die erste Liga auf.

## Erfolge
FC Tokyo
- J.League Cup: 2009
- J2 League: 2011  ▲
- Kaiserpokal: 2011

Avispa Fukuoka
- J2 League: 2020 (Vizemeister)  ▲